# Papagaios
Papagaios este un oraș în Minas Gerais (MG), Brazilia.